# Gustavo Blanco Leschuk
Gustavo Ezequiel Blanco Leschuk (Las Heras, 5 novembre 1991) è un calciatore argentino di origini ucraine, attaccante del Foolad.

## Palmarès

### Club

#### Competizioni nazionali
- Campionato argentino: 1

Arsenal Sarandí: Clausura 2012
- Coppa d'Ucraina: 2

Šachtar: 2016-2017, 2017-2018
- Campionato ucraino: 2

Šachtar: 2016-2017, 2017-2018
- Supercoppa d'Ucraina: 1

Šachtar: 2017